# Adam Saunders
Adam Sauders (Sydney, 6 de novembro de 1986) é um ator e modelo australiano, conhecido mundialmente pela sua participação em Blue Water High.
Adam se formou artisticamente na Brent Street School, onde estudou jazz, sapateado, balé clássico, canto e teatro. Estudou teatro na Sydney Talent Company, aprendeu sapateado com Glenn Wood e freqüentou a Academia de Austrália. Atualmente namora a brasileira Giulia Fioratti, que conheceu em uma de suas viagens ao país.

## Filmografia
- McLeod's Daughters - Kim
- Blue Water High- Heath Carrol
- Home and Away - Correy Watkins
- Water Rats - Miguel Muñoz
- The Potato Factory - Tommo